# Henry Greville (3e comte de Warwick)
Henry Richard Greville, 3e comte de Warwick, 3e comte Brooke, (29 mars 1779 - 10 août 1853), appelé Lord Brooke de 1786 à 1816, est un homme politique conservateur britannique.

## Biographie
Il est le fils de George Greville (2e comte de Warwick), de sa deuxième femme, Henrietta (née Vernon), et fait ses études à Winchester. Il entre au Parlement en tant que l'un des deux députés de Warwick en 1802, poste qu'il occupe jusqu'à ce qu'il succède à son père comme comte en 1816. Il sert de Lord-in-waiting (whip du gouvernement à la Chambre des lords) de 1841 à 1846 dans le deuxième gouvernement conservateur de Robert Peel. Il est également enregistreur de Warwick entre 1816 et 1813?, Lord Lieutenant du Warwickshire entre 1822 et 1853 et Lord de la chambre à coucher entre 1828 et 1830. En 1827, il est fait chevalier du chardon.
Il est aussi un artiste amateur. Sa gravure Paysage avec des arbres centenaires au bord de l'eau, l'une des premières lithographies réalisées en Grande-Bretagne, est publiée dans le portfolio Specimens of Polyautography en 1803.
Lord Warwick épouse Sarah Elizabeth, fille de John Savile (2e comte de Mexborough), et veuve de John Monson, troisième baron de Monson, en 1816. Elle est décédée en janvier 1851 à l'âge de 64 ans. Warwick lui survit deux ans et meurt en août 1853, à l'âge de 74 ans. Son fils George Greville (4e comte de Warwick) lui succède comme comte.